# 迪特河
50°52′51″N 8°27′27″E / 50.8809°N 8.45739°E
迪特河（德語：Diete），是德國的河流，位於該國中部，由黑森州負責管轄，屬於珀夫河的左支流，河道全長8.8公里，流域面積24.6平方公里，河口處在布賴登巴赫附近。